# Саад ибн Абу Ваккас
Са‘д ибн Абу Ваккас аль-Кураши (араб. سعد بن أبي وقاص‎) — сподвижник пророка Мухаммада, одним из первых принял ислам в возрасте 17 лет. Известен как государственный деятель и полководец, внёсший значительный вклад в покорение Сасанидского Ирана. Также широко известен как человек, который первый пролил чужую кровь за дело ислама. Входит в число десяти наиболее уважаемых сподвижников пророка Мухаммада.

## Биография
Родился в 595 году, принадлежал к племени Бану Зухра, входившего в племя Курайш. Был двоюродным братом Амины бинт Вахб, матери пророка Мухаммада.

### Принятие ислама
По преданию, мать Саада, узнав о том что её сын принял новую веру, отказалась от еды и питья до тех пор, пока Саад не отречется от ислама. Каждые несколько часов Саад носил еду и питье исхудавшей и осунувшейся матери, но она отказывалась брать их. По прошествии нескольких дней, видя упорство и решительность сына, а также под воздействием слов Саада: «Несмотря на мою сильную любовь к тебе, моя любовь к Аллаху и Его Посланнику действительно сильнее. Клянусь Аллахом, если бы у тебя была тысяча жизней, и каждая из них уходила одна за другой, я бы не стал отказываться от этой религии», - она смягчилась и стала принимать пищу.

### Первая кровь за ислам
В 614 году Саад был в числе мусульман, которые удалились в холмистую местность вблизи Мекки с целью совершить молитву. В некотором отдалении от них группа язычников потешалась над молитвенной сосредоточенностью мусульман. В результате между язычниками и мусульманами разразилась драка, в процессе которой Саад ударил одного из язычников до крови подвернувшейся под руку челюстью верблюда. Это была первая пролитая кровь за ислам.

### Переселение в Медину
Саад ибн Абу Ваккас был среди тех последователей пророка Мухаммада — мухаджиров, — которые в 622 году, спасаясь от преследований язычников-мекканцев, покинули Мекку и переселились в Медину.

### Сражения
Участник многих битв, которые велись во времена арабского завоевания. Был одним из 8 сподвижников Пророка, которые совершили первую военную операцию мусульман против неверных вообще и первое вооружённое столкновение во время священного месяца Рамадан в частности. При жизни пророка Мухаммада также участвовал в битвах при Бадре, Ухуде и в битве у рва. После смерти пророка в правление халифа Умара ибн Хаттаба в 636 году армией под началом Саада ибн Абу Ваккаса было выиграно сражение при Кадисии, в результате чего государство Сасанидов потерпело решающее поражение в войне с Халифатом.

### Возвращение в Медину
В 642 году халифом Умаром отозван из Куфы в Медину в связи с выдвинутыми обвинениями. Отстранён от наместничества и командования армией, но наказания не понёс.
Был включён умирающим Умаром в число шестерых выборщиков, избравших халифом Усмана ибн Аффана, при этом был одним из четверых претендентов на место халифа, наряду с Али ибн Абу Талибом и аз-Зубайром ибн аль-Аввамом.
Во время событий Первой Фитны занял нейтральную позицию. На призыв Али ответил, что готов пойти, если тот даст ему меч, способный отличить истинно верующего от неверного.

## Предания о Саад ибн Абу Ваккасе и его святилища
В последующие века в некоторых регионах исламского мира, включая Центральную Азию сформировался культ Саад ибн Абу Ваккаса. Существуют его святилища в Хорезмской и Джизакской областях Узбекистана. Устные традиции о его личности в зависимости от региона имеют определенные отличия. Культ Саад ибн Абу Ваккаса  распространился и в южном Китае. В западном предместье Гуанчжоу  функционировала соборная мечеть построенная около 751 г. Среди китайских мусульман было распространено предание, что якобы мечеть построил Саад ибн Аби Ваккас.. В Центральной Азии  его имя часто транскрибируется как "Садуакас" (Садвакас) и является весьма распространенным именем среди кочевых народов Центральной Азии.